# Slava
Slava (cirílico: Слава) é uma festividade celebrada na Sérvia pelas famílias cristãs ortodoxas em homenagem ao seu santo padroeiro, que consideram um protetor e que garante a sua prosperidade. O costume, além dos sérvios, que o consideram uma característica específica da sua cultura, também é encontrado na Macedónia do Norte, partes da Bulgária, e ainda, com outro nome, entre alguns croatas, albaneses ortodoxos, gregos e russos, mesmo que em geral fora da Sérvia se tenha perdido no século XX. A palavra slava significa "glória" ou "louvor".
A celebração consiste em uma oferta ritual de sacrifício, sem efusão de sangue, e uma festa que reúne a família e os seus vizinhos e amigos. Uma vela especial é acesa em casa e vinho é derramado sobre o bolo do Slava, que é cozido e decorado pela esposa do anfitrião, antes de fazer uma incisão na forma de uma cruz, levantando-a girando-a e cortando-a em quatro pedaços. Enquanto o ritual é realizado, canta-se loas em honra do santo padroeiro, havendo recitação de orações pedindo prosperidade. A divisão e distribuição do bolo é feita pelo anfitrião com o convidado mais envolvido, ou o mais ilustre, ou com outros membros da família. Depois, a refeição começa com a libação cerimonial de um copo de vinho, a degustação de um prato e um brinde à saúde, fecundidade e bem-estar da família e de todos os seus convidados. Dentro das famílias, as mulheres desempenham um papel importante na transmissão do conhecimento sobre os rituais desta celebração, sua execução, seu significado e seus propósitos. A comida da festa slava fortalece as relações sociais e desempenha um papel importante na manutenção e fomento do diálogo nas regiões multi-confessionais.
Desde 2014 que a tradição sérvia da slava, enquanto celebração da festa do santo padroeiro das famílias, está classificada pela UNESCO na lista representativa do Património Cultural Imaterial da Humanidade.